# 瑪格麗特二世退位

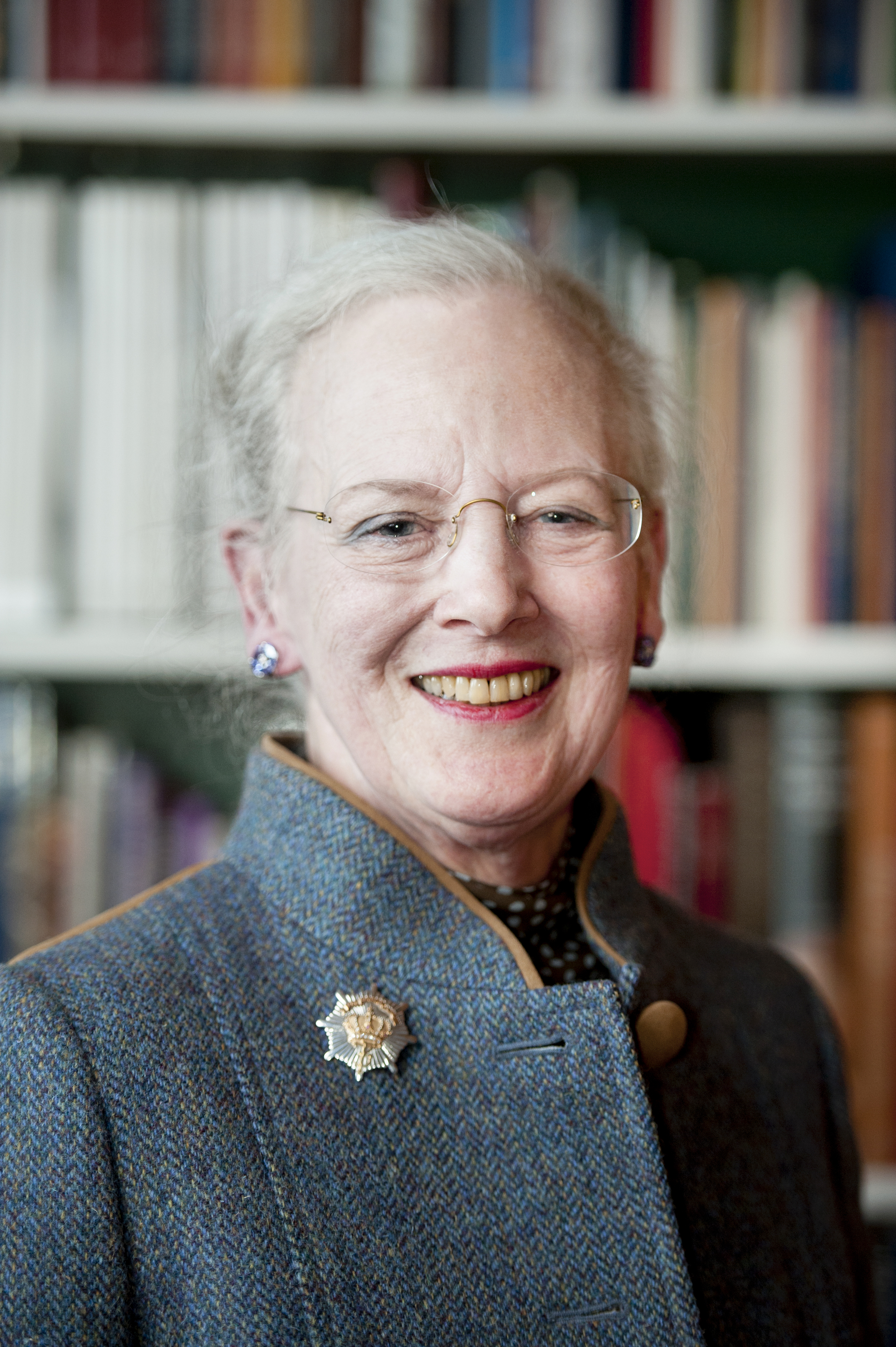
丹麥女王玛格丽特二世

2023年12月31日，丹麥女王玛格丽特二世在除夕夜向全国发表新年賀詞时宣布即将退位。并于2024年1月14日禪位給长子佛瑞德里克王储。
自伊丽莎白二世于2022年9月8日辭世至瑪格麗特二世于2024年1月14日退位前，瑪格麗特二世一直是歐洲在位時間最長的君主、世界上唯一在位的女王，以及在位時間最長的現任女性國家元首。

## 背景
瑪格麗特二世起初從未打算逊位。在2012年紅寶石禧年的一次採訪中，他表示：「在我的眼中，這是當你繼承一個君主制度時所擁有的責任的一部分：這是一項你被傳承下來的任務，你將在終身內保持，就像我的父親，和他之前的我的祖父一樣」。女王在2016年的一次採訪中再次表明拒絕退位，並表示：「在這個國家，我們並沒有採取那種交接方式。一直以來都是你留任直到終老。這是我父親和我的祖先所做的，我也持有同樣的看法。」在另一次採訪中，她表示「當我不在這裡時，她的兒子將成為國王」。

## 公告
2023年12月31日，瑪格麗特女王在新年致辭中突然宣布退位，這一消息是在直播電視中公開宣布的。她表示，時間已經對她造成“不可逆轉的损失”，她的“病痛”也有所增加，她已經无法承担这一责任。女王提到了她在2023年2月進行背部手术，并表示这次手术让她重新评估了自己的身體，并考慮“现在是否是将责任传递给下一代的适当时机”。
女王也感谢公众多年来的支持；政府的合作以及议会“对我的信心”。她表示希望新国王和王后能够得到“与我一样的信任和奉献”。据了解，除了丹麦首相梅特·弗雷泽里克森、瑞典国王卡尔十六世·古斯塔夫等少数人外，没有人事先知道女王的決定。

## 過渡

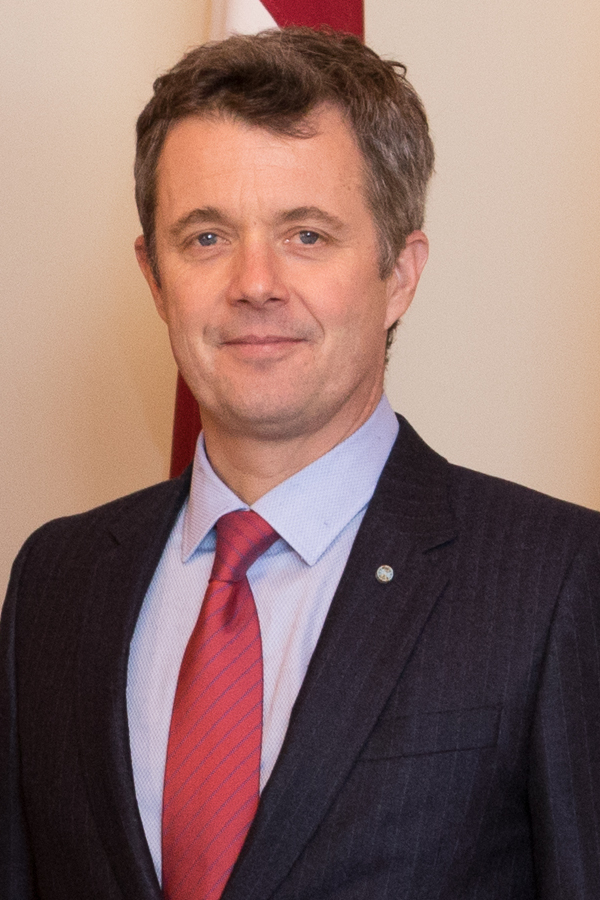
佛瑞德里克王儲在登上王位之後，被稱為佛瑞德里克十世。

由於在丹麥沒有退位的傳統，瑪格麗特女王二世的退位是近900年來丹麥君主首次自願放棄王位的事件；第一位這樣做的是1146年的埃里克三世。儘管如此，《丹麥繼任法》假定退位是可能的，因為法案第6條規定，基於君主死亡的具體條款在君主退位時也適用。

### 克里斯蒂安堡宫的儀式
瑪格麗特女王二世作為丹麥女王的退位於2024年1月14日舉行，這是她即位52周年的日子。在下午2點的克里斯蒂安堡宫的國務院會議上，女王簽署一份退位聲明。之後，王儲佛瑞德里克繼位為丹麥國王佛瑞德里克十世。首相梅特·弗雷泽里克森在下午3點從克里斯蒂安堡宮的陽台上宣布新國王。
在晚上，丹麥皇家旗於下午5點從阿馬利恩堡的女王居所克里斯蒂安九世宮降下並轉移到新國王佛瑞德里克十世居所弗雷德里克八世宮升起，以標誌君主的更替。

### 皇室頭銜變更

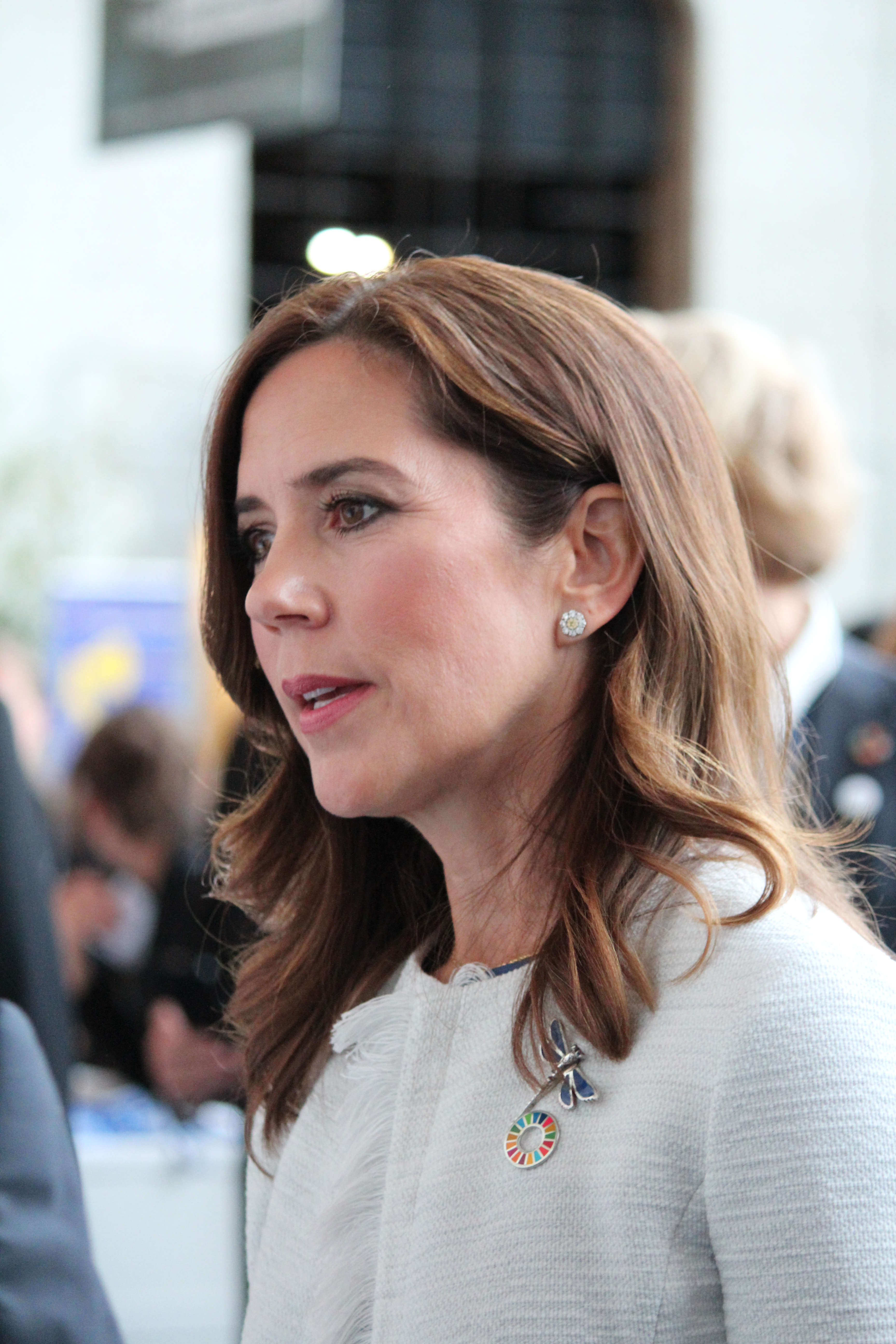
瑪麗王妃成為第一位在澳洲出生的王后。

繼位後，佛瑞德里克王儲被稱為佛瑞德里克十世，瑪麗王儲妃被稱為瑪麗王后。這對皇室夫婦從此被稱為丹麥國王和王后。瑪麗也成為第一位澳大利亚出生的王后。
成為王儲的克里斯蒂安王子被稱為「克里斯蒂安王子殿下」。瑪格麗特二世依舊被尊稱為「陛下」，並被稱為「瑪格麗特女王陛下」或按華文圈可稱「瑪格麗特太上女王陛下」。

### 王室變更
由於君主的更替，皇室管理進行了一些調整。
王儲和王儲妃的宮廷首席克里斯蒂安·舍瑙（Christian Schønau）在2024年1月14日接替金·克里斯滕森（Kim Kristensen）成為丹麥皇室的宮廷典禮大臣。在同一天，在任16年的內閣秘書亨宁·福德將辭職。在新王朝中，將不會任命新的內閣秘書，因為新王朝的宮廷典禮大臣將執行所需的職責。
在新成立的「瑪格麗特女王陛下庭院」中，金·克里斯滕森將出任庭院首席。禮儀大師拉斯·哈克雅爾將於3月1日辭職，擔任瑪格麗特女王庭院的幕僚長。哈克雅爾將由安德斯·弗里斯在3月1日接任禮儀大師。

### 其他變更
瑪格麗特二世、王儲佛瑞德里克和王儲妃瑪麗擁有的所有皇家贊助和榮譽職位，於2024年1月14日君主更替時結束。之後將對這些贊助進行審查，並對於是否繼續或重新分配這些贊助做出決定。
所有皇家認證於瑪格麗特二世退位時結束，因為它們是由在位君主授予的。皇家認證的當前持有者能夠在認證結束之前或瑪格麗特二世退位後一年（2025年1月14日）之內繼續使用“丹麥皇室供應商”這個稱號。關於皇家認證的未來安排將在以後做出決定。
女官、侍從長和總獵手等榮譽頭銜將不受君主更替的影響，同樣適用於已經頒發的勳章和獎章。

## 反應

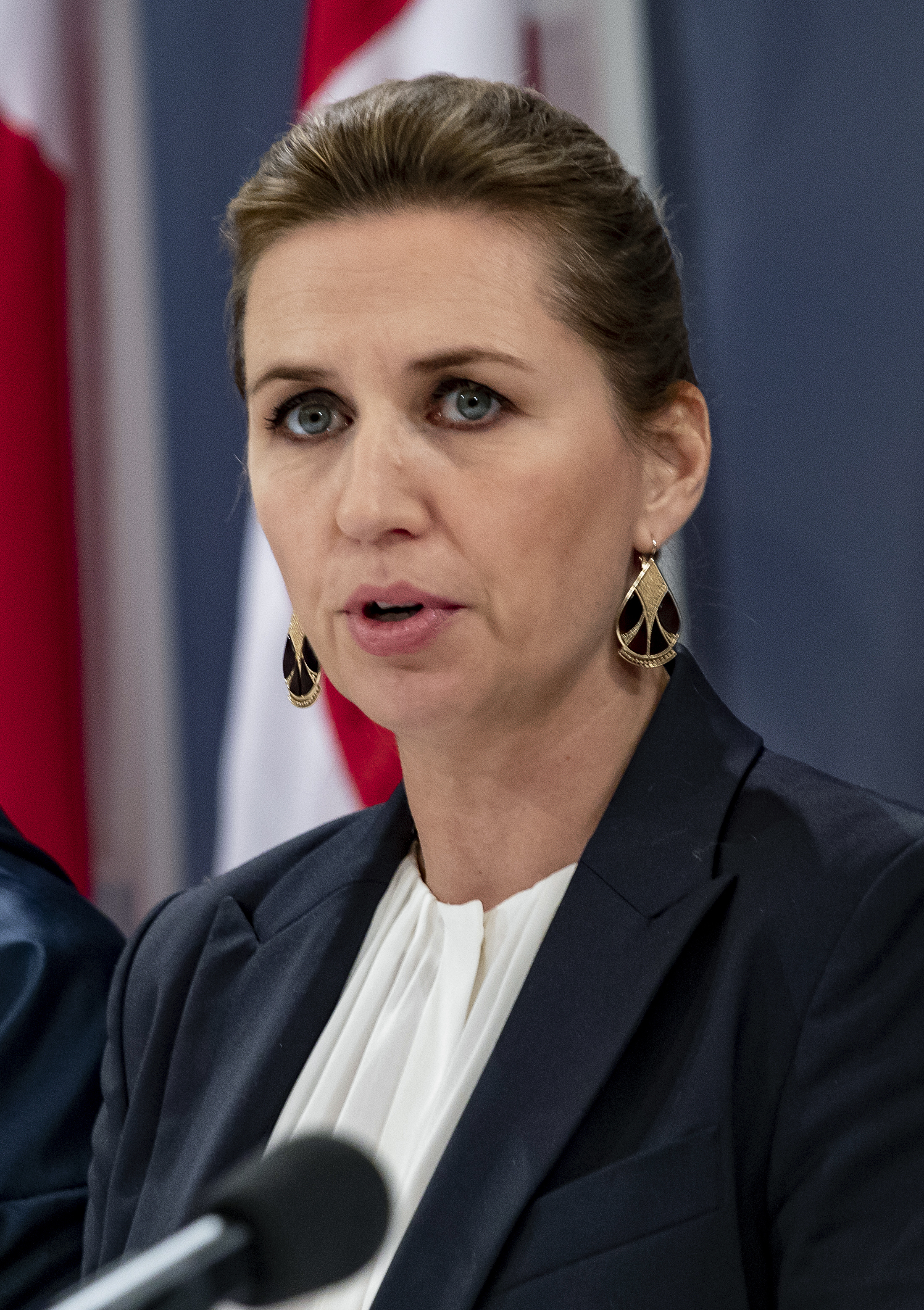
丹麥首相梅特·弗雷泽里克森將女王稱為「丹麥的縮影」。

瑪格麗特女王退位的消息被描述為一場「驚喜」和「震驚」，因為許多人原本預期她將一直留在王位上直到逝世。丹麥報紙稱讚女王52年來的服務，其中《週末快報》形容她的演講為「個人和完美的平衡」，「沒有戲劇性，沒有不必要的病态……這是只有在丹麥才可能發生的退位。」
在一份聲明中，首相梅特·弗雷泽里克森感謝女王「終身對王國的奉獻和不懈努力」，並形容她是「丹麥的典範」，在2024年1月1日的新年致辭中，弗雷德里克森談到了女王宣布退位的瞬間，丹麥人感到的震驚和不信，她說那瞬間「彷彿時間停滯了」。她同時感謝女王多年的服務，並表示：
多年來，女王一直是我們的集結點。在其他一切都在運動時是一個定點。我們來自什麼地方的一部分。以及我們是誰。女王成功地與我們作為一個民族交流。無論是新的還是老的丹麥人。無論是年輕還是年老的人。以及整個王國——丹麥，法羅群島和格陵蘭。在巨變中，女王堅持藝術，文化，美德，古老的智慧。以及國際視野。為了保留傳統。我們的傳統。同時成為現代國家的現代元首——這是一種平衡的藝術，既需要忠誠又需要尊重。女王正是通過決定退位並讓新一代腾出空間來繼續這種更新。現在我們正在為丹麥開啟一個新的篇章。我們會想念我們深愛的瑪格麗特女王。但皇室作為一個機構繼續存在的事實，在很大程度上要歸功於瑪格麗特這個人。
副首相特羅爾斯·倫德·波爾森指出女王退位的決定既顯示了她的「智慧」，也展示了君主制度對丹麥的「力量和持久力」，並表示新國王“將能夠安全地引領丹麥君主制進入一個新時代，傳統和更新將能夠相互隨之而來。
丹麥國會議長索倫·加德感謝女王「對整個丹麥王國的思考和團結」，並表示瑪格麗特通過逐步適應皇室，成功地更新了皇室作為一個機構。
其他丹麥政治家也向女王致敬，包括外交事務部長和前首相拉爾斯·勒克·拉斯穆森、自由聯盟領袖亞歷克斯·范奧普斯拉赫、社會自由黨領袖馬丁·利德加德、丹麥人民黨領袖莫滕·梅瑟施米特、保守人民黨領袖瑟倫·帕珀·波爾森、綠色左翼黨領袖皮亞·奧爾森·迪赫爾、新右翼黨領袖佩尼爾·維爾蒙德、紅綠聯盟的政治發言人佩勒·德拉格斯特、哥本哈根市市長蘇菲·哈斯托普·安德森和奧爾胡斯市市長雅各布·邦斯高爾德。
法羅群島首相阿克塞爾·V·約翰內森稱瑪格麗特為「穩定和威嚴的典範」，並感謝女王的「偉大工作和忠誠」。
格陵蘭總理穆特·博鲁普·埃格德表示，女王一直是「受到許多格陵蘭人喜愛和尊敬的人」，並感謝瑪格麗特為他在「格陵蘭的52年統治，對格陵蘭的奉獻和承諾」。
塔斯馬尼亞州長傑瑞米·洛克利夫特表示，瑪格麗特的「52年統治是一個驚人的成就」，而塔斯馬尼亞「為玛丽王妃感到無比自豪」，瑪丽王妃出生並在霍巴特長大。他表示期待看到「塔斯馬尼亞出生的王后領導丹麥的未來」。

## 外部連結
- H.M. Dronningens nytårstale 2023 （页面存档备份，存于） [H.M. The Queen's New Year's Speech 2023] on YouTube